# Commanderie de La Neuville
La commanderie de la Neuville est l'une des plus anciennes commanderies templières de Champagne-Ardenne avant de devenir une commanderie hospitalière. Elle se situe sur la commune de Dampierre-au-Temple dans le département de la Marne.

## Histoire
Elle est inaugurée en 1132 par Hugues de Payns, premier maître et fondateur de l'ordre, quatre années après le concile de Troyes. Elle commence petitement par des terres données par l'évêque Elbert de Châlons sur Marne avec une maison. Rapidement d'autres donations agrandissent la commanderie : une maison rue Dampierre, deux au Bouchon de la Valette, une encore aux Ormes, au pré Huyas, à Paradis et à la Grande Chenevière, au Noyer le Chat, à la Saulaie la Guide.
Puis dans des villages alentour comme Recy, Cernon, La Veuve, Les Grandes-Loges, Saint-Étienne-sur-Vesle, Coupelz, Saint-Quentin,  Courtisols.
La commanderie s'agrandissant, les chevaliers y construisent le moulin Ponreux et l'hôpital de la Possesse.   
Des villages leur furent donnés comme  Maucourt en 1165, Noirlieu en 1147, Dampierre et Saint-Hilaire-au-Temple en 1189.
Lors de la dissolution de l'ordre du Temple, tous les biens de la commanderie furent dévolus aux Hospitaliers
En 1550, Huiron est saccagé par une bande de huguenots alors très nombreux dans le Perthois; peu après La Chapelle, capitaine d'une de ces troupes, vient avec deux cents hommes renouveler cette attaque, mettent en fuite les religieux de l'abbaye Saint-Martin d'Huiron et pillent l'église, mais le commandeur de la Neuville-au-Temple, qui se trouve logé dans l'abbaye, les charge avec une compagnie de volontaires et les repousse jusqu'au delà de Vitry-le-François. 
Ce domaine se trouva démantelé par la Révolution.

## Commandeurs templiers
| Nom du commandeur | Dates |
| Gilles de Loiry   | 1192  |
| frère Lorentz     | 1242  |

## Commandeurs hospitaliers
| Nom du commandeur          | Dates      |
| Charles-Ernest Le Bègue    | avant 1776 |
| Louis de Custine           | 1758 1759  |
| Charles Picot de Dampierre | 1770 1785  |

## Liens
- Liste des commanderies templières en Champagne-Ardenne
- Commanderie hospitalière